# Melonycteris melanops
Espèce
Statut de conservation UICN

 LC  : Préoccupation mineure
Melonycteris melanops, appelé communément Mélonyctère à ventre noir, est une espèce de grande chauve-souris de la famille des Pteropodidae.

## Description
Melonycteris melanops peut peser jusqu'à 63 grammes, avoir une longueur moyenne de 94,13 mm et une mesure moyenne de 59,99 mm pour les membres antérieurs.
Elle a un motif de contre-ombrage unique composé d'un dessous noir et d'un dos orange brûlé.
Elle possède une griffe sur le deuxième doigt de la main comme la plupart des Pteropodidae, que les deux autres espèces du genre n'ont pas.
Des recherches montrent que la mélonyctère à ventre noir est « fortement indiquée en tant que taxon frère de tous les mégachiroptères » et qu’il s’agit probablement d’une forme primitive de la famille des Pteropodidae. Melonycteris melanops est très proche de Melonycteris fardoulisi, puis de Macroglossus minimus et de Syconycteris australis.

## Répartition

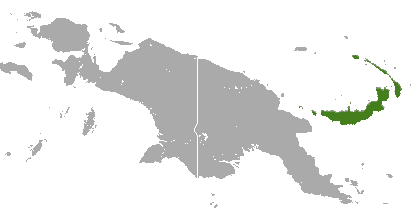
Aire de répartition de Melonycteris melanops

Melonycteris melanops est endémique de l'archipel Bismarck. On la trouve jusqu'à 1 600 m d'altitude.

## Écologie
Melonycteris melanops se nourrit des fruits et du nectar des bananiers et du cacaoyer. Il collecte le nectar en pompant rapidement avec une longue langue dans les fleurs.
Les chauves-souris adultes gardent un domaine vital entre 0,5 et 9,2 ha et une zone d'alimentation principale de 1 à 9 arbres à floraison active. 
Ces chauves-souris bénéficient du rare avantage de s’épanouir dans les changements que les humains ont apportés à leur habitat. La plupart de ces chauves-souris vivent et mangent maintenant dans les bananiers des jardins traditionnels privés et des plantations de cacao.

## Comportement
Les mâles et les femelles défendent les ressources et contrôlent strictement leur domaine vital. Le seul croisement dans les domaines vitaux se situe entre individus de la même espèce. Les adultes du même sexe ne sont jamais autorisés à envahir un domaine vital.
Le mélonyctère à ventre noir passe moins de 36% de son temps à voler à une recherche active. En se nourrissant à la source au lieu de rapporter des fruits à un nid, il peut passer moins de temps à voler que les autres chauves-souris. La durée moyenne des vols individuels varie de 20,8 à 30,7 secondes, avec un maximum de 99 vols en 2 heures.
Pendant la journée, il dort généralement parmi des feuilles de bananier sèches, un camouflage parfait compte tenu de son motif de fourrure orange et noir brûlé. Il dort seul, principalement à moins de 100 m de son aire d'alimentation à usage principal, à l'exception des chauves-souris juvéniles qui dorment à plus de 400 m de leurs aires d'alimentation les plus fréquentées. Les chauves-souris juvéniles n'ont souvent pas encore établi de territoire et doivent attendre qu'un domaine vital soit disponible ou se battre pour en revendiquer un.

## Physiologie
Melonycteris melanops est endothermique, mais son thermorégulateur est médiocre. La température ambiante joue un rôle dans la détermination de la température du corps. Il est thermiquement neutre de 28 à 33 °C, de 28 à 33 °C, la température corporelle de la chauve-souris baisse d'environ 3 degrés et la consommation d'oxygène augmente de 2 cm ^ 3 / (g.hr). Il a un métabolisme au taux de base de seulement 74% de ce qui est attendu pour un mammifère de sa taille.
Le mélonyctère à ventre noir peut entrer dans la torpeur en dessous de 20 °C, mais le pourcentage est faible.

## Source de la traduction
- (en) Cet article est partiellement ou en totalité issu de l’article de Wikipédia en anglais intitulé « Black-bellied fruit bat » (voir la liste des auteurs).